# Сулюв
Сулюв (пол. Sulów) — село в Польщі, у гміні Закрівець Красницького повіту Люблінського воєводства.
Населення — 923 особи (2011).

## Демографія
Демографічна структура станом на 31 березня 2011 року:
|          | Загалом | Допрацездатний вік | Працездатний вік | Постпрацездатний вік |
| -------- | ------- | ------------------ | ---------------- | -------------------- |
| Чоловіки | 459     | 99                 | 303              | 57                   |
| Жінки    | 464     | 96                 | 243              | 125                  |
| Разом    | 923     | 195                | 546              | 182                  |